# VM i landevejscykling 2012, holdtidskørsel (mænd)
Mændenes holdtidskørsel blev som en del af VM i landevejscykling 2012 afviklet den 16. september 2012 i den hollandske provins Limburg, Holland.

## Resultat
| Nummer | Hold | Tid        |
| ------ | --- | ---------- |
| 1      | Omega Pharma-Quick Step Tom Boonen (BEL) Sylvain Chavanel (FRA) Tony Martin (GER) Niki Terpstra (NED) Kristof Vandewalle (BEL) Peter Velits (SVK)       | 1h 03' 17" |
| 2      | BMC Racing Team Alessandro Ballan (ITA) Philippe Gilbert (BEL) Taylor Phinney (USA) Marco Pinotti (ITA) Manuel Quinziato (ITA) Tejay van Garderen (USA) | + 3"       |
| 3      | Orica-GreenEDGE Sam Bewley (NZL) Luke Durbridge (AUS) Sebastian Langeveld (NED) Cameron Meyer (AUS) Jens Mouris (NED) Svein Tuft (CAN)                  | + 47"      |
| 4      | Liquigas–Cannondale | + 1'04"    |
| 5      | Rabobank | + 1'08"    |
| 6      | Movistar Team | + 1'18"    |
| 7      | Team Katusha | + 1'18"    |
| 8      | RadioShack-Nissan-Trek | + 1'21"    |
| 9      | Team Sky | + 1'32"    |
| 10     | Garmin-Sharp | + 1'35"    |
| 11     | Astana Pro Team | + 1'44"    |
| 12     | Vacansoleil-DCM | + 1'48"    |
| 13     | Team Saxo Bank-Tinkoff Bank | + 1'48"    |
| 14     | RusVelo | + 2'14"    |
| 15     | Ag2r-La Mondiale | + 2'26"    |
| 16     | Euskaltel-Euskadi | + 2'30"    |
| 17     | Lotto-Belisol | + 2'32"    |
| 18     | Argos-Shimano | + 3'01"    |
| 19     | Skabelon:Cykelholddata TIK | + 3'09"    |
| 20     | Skabelon:Cykelholddata OPT | + 3'13"    |
| 21     | Cofidis | + 3'17"    |
| 22     | FDJ-BigMat | + 3'23"    |
| 23     | MTN Qhubeka | + 3'38"    |
| 24     | Acqua & Sapone | + 3'54"    |
| 25     | Topsport Vlaanderen-Mercator | + 3'56"    |
| 26     | CCC Polkowice | + 3'58"    |
| 27     | Adria Mobil | + 4'10"    |
| 28     | Lampre-ISD | + 4'18"    |
| 29     | Caja Rural | + 4'32"    |
| 30     | Rabobank Continental | + 4'37"    |
| 31     | Team Type 1-Sanofi | + 5'23"    |
| 32     | Saur-Sojasun | + 5'24"    |